# Resenlund
Resenlund er et tidligere tuberkulosesanatorium i Skive, hvor der i dag er boliger. Resenlund blev opført i 1904, ophørte som tuberkulosesanatorium i 1958, hvorefter Åndsvageforsorgen overtog stedet. Senere har der været drevet flygtningecenter på stedet. I dag huser bygningerne boliger.